# Кейт Сіґел
Кейт Гордон Сігелбаум (англ. Kate Gordon Siegelbaum, нар. 9 серпня 1982, Сілвер-Спринг, знана професійно як Кейт Сіґел (англ. Kate Siegel) — американська актриса та сценарист. Найзнаніша завдяки співпраці зі своїм чоловіком, режисером Майком Фленаганом у низці його фільмів.

## Ранні роки
Народилася у Сілвер-Спринг, штат Меріленд. Її батько Пол і мати Лора — євреї за національністю. Вона навчалася у школі St. Andrew's Episcopal School у Потомаку та у 2004 році закінчила Сіракузький університет.

## Кар'єра
Кінодебют актриси відбувся у 2007 році з виходом фільму «Прокляття чорної жоржини». Того ж року на кінофестивалі Трайбека відбулася прем'єра іншого фільму з Кейт Сіґел Hacia La Oscuridad.
У 2008 році вона отримала свою першу велику роль у театрі на Шекспірівському фестивалі у Теннессі у постановці «Сон літньої ночі». 
Також у 2008 році відбулася прем'єра фільму «Пар» з Еллі Шиді та Рубі Ді у головних ролях. 
2009 рік приніс актрисі дебют на телебаченні за її участі вийшов серіал «Та, що говорить з привидами». 
У 2010 році вона з'явилася в серіалі «4исла» у ролі Рейчел Голландер.
У 2013 році відбулася прем'єра фільму «Окулус» з Сіґел в епізодичній ролі, а режисером і сценаристом виступив її майбутній чоловік Майк Фленаґан. Презентація відбулася на Міжнародному кінофестивалі в Торонто. 
У 2016 році вона дебютувала як сценарист разом із Майком Фленаґаном у фільмі жахів «Тиша», де Кейт зіграла головну роль. Того ж року відбулася прем'єра іншого фільму з Сіґел «Віджа: походження зла».
У 2017 році Сіґел разом з Карлою Гуджино та Брюсом Грінвудом знялася в екранізації однойменного роману Стівена Кінга «Гра Джеральда». Фільм вийшов 29 вересня 2017 на Netflix.
У 2018 році відбулася прем'єра надприродного серіалу у жанрі жахів «Привиди будинку на пагорбі» з Кейт у ролі Теодори Крейн.
Сігел зіграла Ерін Грін у серіалі Netflix Опівнічна меса, сценаристом і режисером якого став Фленаган.
У липні 2024 року було підтверджено, що вона дебютує як режисер, оскільки вона зніматиме сегмент для V/H/S/Beyond, який був випущений ексклюзивно на Shudder 4 жовтня 2024 року.

## Особисте життя
В інтерв'ю 2008 року Кейт Сіґел заявила, що бісексуалка і раніше перебувала у стосунках із жінками.
На початку 2016 року актриса вийшла заміж за свого колегу та друга Майка Фленаґана. 26 листопада 2016 року у пари народився син Коді Пол Фленаґан, а 3 грудня 2018 року на світ з'явилася дочка Теодора Ізабель Айрін Фленаґан. Сіґел також виховує сина Фленанаґана від попередніх стосунків Рігбі Джозефа Фленаґана-Белла.